# Братья (фильм, 2001)
«Бра́тья» (англ. The Brothers) — романтическая кинокомедия, повествующая о беззаботной жизни четырёх друзей-холостяков. Премьера состоялась 23 марта 2001 года.

## Сюжет
Развязной жизни приходит конец, когда один из компании не женатых друзей, которые называют себя братьями, объявляет о помолвке. Размолвка с любимым человеком и семейные недоразумения привносят свои коррективы в жизнь Джексона Смита.

## Роли исполняли

### В главных ролях
- Моррис Честнат — Джексон Смит
- Д. Л. Хагли — Деррик Уэст
- Билл Баллами — Брайан Палмер
- Шемар Мур — Терри Уайт
- Габриэль Юнион — Дениз Джонсон

### Второстепенные персонажи
- Татьяна Али — Cherie Smith
- Дженифер Льюис — Louise Smith
- Сьюзан Далайан — BeBe Fales
- Тамала Джонс — Sheila West
- Клифтон Пауэлл — Fred Smith
- Джули Бенц — Jesse Caldwell
- Ванесса Белл Колловэй — Dr. Thelma Woolridge
- Анжелла Брукс — Judge Carla Williams
- Гари Хардвик — T-Boy
- Надиж Огост — Ursula

## Сборы
Кассовые сборы на первой неделе показа в Северной Америке составили $10.3 млн долларов США, заняв таким образом второе место, уступив только фильму Сердцеедки.

## Награды и номинации
- NAACP Image Award
  - Outstanding Motion Picture, (номинирован)
- Black Reel Awards
  - Theatrical — Best Director, (номинирован) Gary Hardwick
  - Theatrical — Best Screenplay (Original or Adapted), (номинирован) Gary Hardwick
  - Theatrical — Best Supporting Actress, (номинирован) Габриэль Юнион